# Michaela Benn
Michaela Benn (* 1966) ist deutsche Schauspielerin und Hörspielsprecherin.
Im Fernsehen war sie unter anderem in Für alle Fälle Stefanie und Der schwarze Kanal kehrt zurück zu sehen. In Hörspielen sprach sie unter anderem Sophie Scholl in Zweisprache Weiße Rose Sophie.
Daneben ist sie seit 1992 als Theaterschauspielerin an den Häusern Berliner Ensemble, Deutsches Theater und Theater Magdeburg aktiv.
Benn ist seit 2003 Dozentin an der Berliner Schule für Schauspiel, seit 2019 unterrichtet sie auch an der Hochschule für Musik Hanns Eisler Berlin.
Außerdem ist Benn als Coach und Kommunikationstrainerin tätig, u. a. im Deutschen Bundestag und für Führungskräfte aus Wirtschaft, Politik, Sport, Finanz- und Rechtswesen.